# Američko geografsko društvo
Američko geografsko društvo (AGS, engl. American Geographical Society) je organizacija profesionalnih geografa. Osnovano je 1851. u New York Cityju. Većina članova društva su Amerikanci, ali među njima i značajan broj članova iz čitavog svijeta. Društvo potiče aktivnosti koje proširuju geografsko znanje, te ima dobru reputaciju u njegovu prezentiranju i interpretiranju tako da znanje mogu razumjeti i koristiti ne samo geografi, nego također i drugi, posebice političari. Društvo je najstarija nacionalna geografska organizacija u Sjedinjenim Državama. Njeni prioriteti i programi neprestano su se razvijali tijekom vremena, no društvena tradicija služenja vladi SAD-a, poslovnoj zajednici i naciji u cijelosti ostala je nepromijenjena.
Društvo publicira Geographical Review koji izlazi četiri puta godišnje, a u potpunosti je posvećen geografiji. Geographical Review sadrži originalne i mjerodavne članke u svim aspektima geografije. Svako izdanje uključuje preglede novoobjavljenih knjiga, monografija i atlasa iz geografije i srodnih područja.

## Vanjske poveznice
- American Geographical Society
- American Geographical Society Library at UW-Miwaukee